# Stazione di Varazze
La stazione di Varazze è una stazione ferroviaria posta sulla ferrovia Genova-Ventimiglia. Serve il comune di Varazze in provincia di Savona.
L'impianto dal 1º Luglio 2001 è gestito da Rete Ferroviaria Italiana società del gruppo FS.

## Storia
La nuova stazione di Varazze sostituì la precedente del 1868, posta sul vecchio tratto a binario unico dismesso, e venne costruita sul nuovo tratto a doppio binario, restando fino al 1977 con i binari in posizione provvisoria (lato mare).

## Strutture e impianti
Il piazzale binari è composto da 4 binari. Nel dettaglio:
- Binario 2: prevalentemente utilizzato dai treni in direzione Savona
- Binario 3: prevalentemente utilizzato dai treni in direzione Genova

I binari 1 e 4 sono stati disattivati e non vengono utilizzati.
Vi sono inoltre 3 binari al servizio dello scalo merci, ma non vengono utilizzati.

### Accessibilità
La stazione è dotata complessivamente di quattro binari a servizio dei viaggiatori con relative banchine.
La stazione è dotata dei seguenti servizi per l'accessibilità:
- Presenza di sistemi di informazione al pubblico sonori;
- Presenza di sistemi di informazione al pubblico visivi;
- Presenza di servizi igienici accessibili;
- Percorso senza barriere (in piano e/o con rampa) fino al primo marciapiede (malgrado serva il 1° marciapiede, non effettua servizio viaggiatori);
- Marciapiede rialzato per salire/scendere dai treni in arrivo/partenza al binario: 1 e 2.

## Movimento
La stazione è servita dai treni regionali, regionali veloci svolti da Trenitalia nell'ambito del contratto di servizio stipulato con la Regione Liguria, nonché da una coppia di intercity della relazione Ventimiglia-Milano operata da Trenitalia.
Viene operata da Trenord una coppia di treni regionali della relazione Taggia Arma-Milano, Ventimiglia-Bergamo, Ventimiglia-Gallarate, circolanti nei Sabati e festivi dal 11 Giugno al 24 Settembre

## Servizi
La stazione, che RFI la classifica di categoria silver, dispone di:
- Biglietteria Self-Service di Trenitalia[7]
- Spazi per l'attesa
- Servizi igienici
- Bar, caffetteria, ristorazione
- Edicola, tabacchi, distributori automatici di snack e bevande
- Telefono pubblico di Telecom italia[8]

## Interscambi
- Fermata autobus AMT e TPL Linea
- Stazione taxi
- Rastrelliera

Dal piazzale antistante la stazione transitano i seguenti servizi di TPL:
- Linea 708: Varazze - Cogoleto - Arenzano - Voltri; la linea è gestita da AMT[9];
- Linee "Urbane Varazze" gestite da TPL Linea che hanno le seguenti destinazioni[10]: Cantalupo, Castagnabuona, Alpicella- Campomarzio- Faie, Teglia.